# Seznam hor a kopců v Afghánistánu

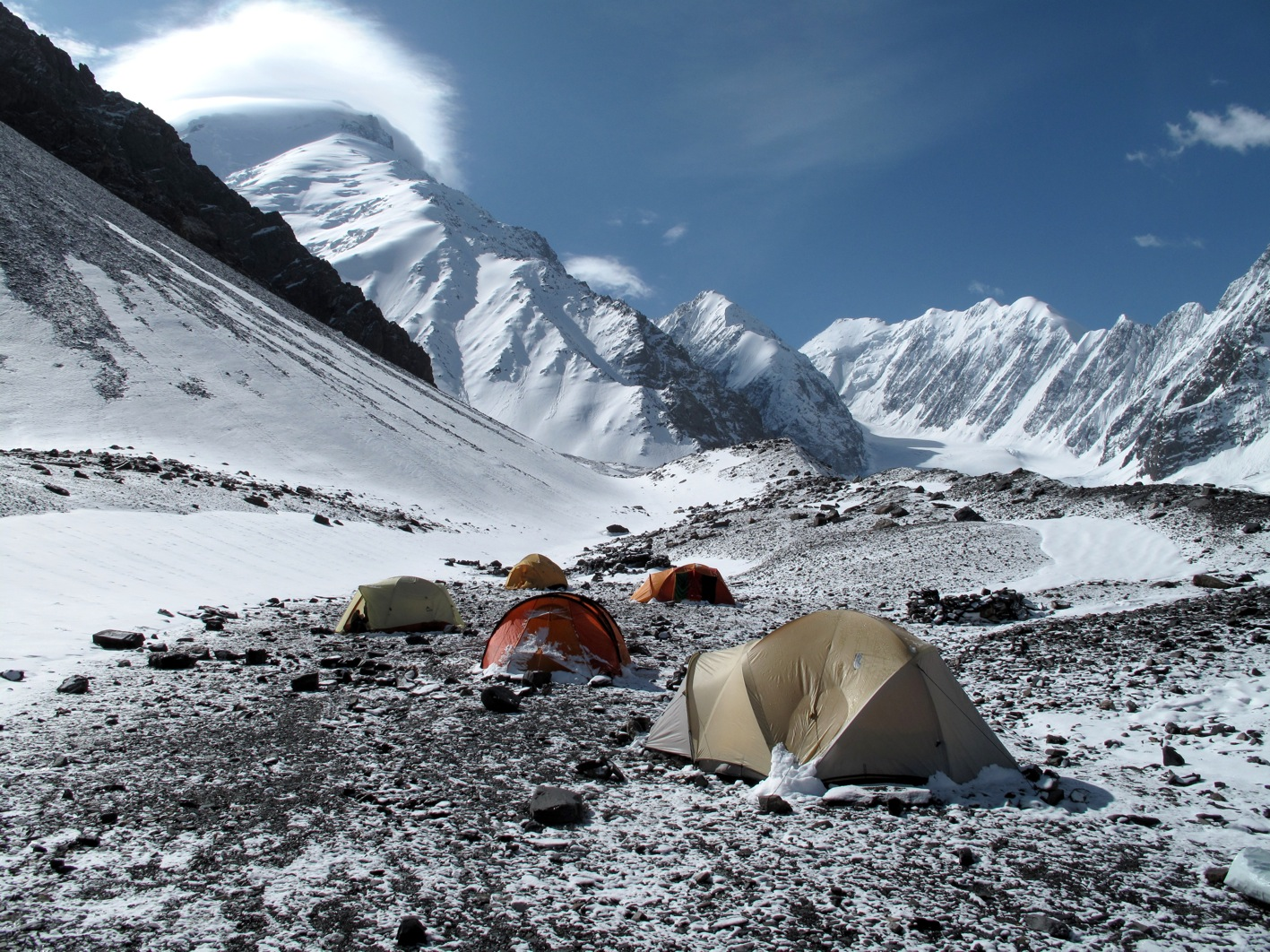
Nošak (7492 m)

Seznam hor a kopců v Afghánistánu zahrnuje pojmenované afghánské vrcholy s nadmořskou výškou nad 6000 m. Celkem jich je v seznamu 43, z toho 3 s výškou nad 7000 m. Nejvyšší horou je Nošak vysoký 7492 m. 42 vrcholů leží na území provincie Badachšán, 1 na území provincie Núristán. Pokud jde o horopisné dělení, 35 vrcholů patří do Hindúkuše a 8 do Pamíru.

## Seznam vrcholů nad 6000 m
| #   | Vrchol                    | Výška (m) | Pohoří   | Provincie | Souřadnice                       |
| --- | ------------------------- | --------- | -------- | --------- | -------------------------------- |
| 1.  | Nošak                     | 7492      | Hindúkuš | Badachšán | 36°25′54″ s. š., 71°49′42″ v. d. |
| 2.  | Kohe Shakhawr             | 7084      | Hindúkuš | Badachšán | 36°33′15″ s. š., 71°59′24″ v. d. |
| 3.  | Kohe Urgunt               | 7038      | Hindúkuš | Badachšán | 36°39′32″ s. š., 72°09′43″ v. d. |
| 4.  | Kohe Tez                  | 6995      | Hindúkuš | Badachšán | 36°39′49″ s. š., 72°12′32″ v. d. |
| 5.  | Koh-e Shaq                | 6920      | Hindúkuš | Badachšán | 36°39′20″ s. š., 72°10′35″ v. d. |
| 6.  | Lunkho e Dosare           | 6901      | Hindúkuš | Badachšán | 36°46′33″ s. š., 72°23′43″ v. d. |
| 7.  | Lunkho-e Hawar            | 6901      | Hindúkuš | Badachšán | 36°46′39″ s. š., 72°26′14″ v. d. |
| 8.  | Koh-e Shayoz              | 6892      | Hindúkuš | Badachšán | 36°39′25″ s. š., 72°11′20″ v. d. |
| 9.  | Koh-e Hevad               | 6849      | Hindúkuš | Badachšán | 36°49′44″ s. š., 72°25′43″ v. d. |
| 10. | Kuh-e Bandaka             | 6843      | Hindúkuš | Badachšán | 36°10′45″ s. š., 70°59′00″ v. d. |
| 11. | Languta-e Barfi           | 6827      | Hindúkuš | Badachšán | 36°35′33″ s. š., 72°01′58″ v. d. |
| 12. | Koh-e Keshni Khan         | 6745      | Hindúkuš | Badachšán | 36°34′39″ s. š., 71°54′01″ v. d. |
| 13. | Koh-e Shogordok           | 6700      | Hindúkuš | Badachšán | 36°39′19″ s. š., 72°11′45″ v. d. |
| 14. | Koh-e Mandaras            | 6580      | Hindúkuš | Badachšán | 36°30′11″ s. š., 71°53′18″ v. d. |
| 15. | Koh-e Baba Tangi          | 6513      | Hindúkuš | Badachšán | 36°52′39″ s. š., 72°57′32″ v. d. |
| 16. | Rahozon Zom S             | 6502      | Hindúkuš | Badachšán | 36°51′08″ s. š., 72°39′09″ v. d. |
| 17. | Koh-e Tuloksa             | 6435      | Hindúkuš | Núristán  | 35°51′58″ s. š., 71°04′52″ v. d. |
| 18. | Koh-e Dusti               | 6435      | Hindúkuš | Badachšán | 36°50′17″ s. š., 72°26′47″ v. d. |
| 19. | Pir Yakhha-ye Darah Sakhi | 6414      | Hindúkuš | Badachšán | 36°13′48″ s. š., 70°57′59″ v. d. |
| 20. | Lunkho-e Sarqi            | 6400      | Hindúkuš | Badachšán | 36°46′34″ s. š., 72°27′25″ v. d. |
| 21. | Koh-e Shir                | 6392      | Hindúkuš | Badachšán | 36°51′08″ s. š., 72°24′37″ v. d. |
| 22. | Koh-i Pamir               | 6386      | Pamír    | Badachšán | 37°08′06″ s. š., 73°15′35″ v. d. |
| 23. | Kachek                    | 6384      | Hindúkuš | Badachšán | 36°46′45″ s. š., 72°30′04″ v. d. |
| 24. | Koh-e Qala Panja          | 6328      | Hindúkuš | Badachšán | 36°52′44″ s. š., 72°31′45″ v. d. |
| 25. | Kohanha-e Sarqi           | 6309      | Hindúkuš | Badachšán | 36°51′15″ s. š., 72°45′07″ v. d. |
| 26. | Kohe Chrebek              | 6290      | Hindúkuš | Badachšán | 35°55′49″ s. š., 71°04′46″ v. d. |
| 27. | Koh-e Helal               | 6281      | Pamír    | Badachšán | 37°08′51″ s. š., 73°12′57″ v. d. |
| 28. | Sakar Sar                 | 6272      | Hindúkuš | Badachšán | 36°53′42″ s. š., 74°14′30″ v. d. |
| 29. | Koh-e Uparisina           | 6260      | Hindúkuš | Badachšán | 36°48′06″ s. š., 72°31′28″ v. d. |
| 30. | Koh-i Marco Polo          | 6240      | Pamír    | Badachšán | 37°09′52″ s. š., 73°15′54″ v. d. |
| 31. | Kohe Mondi                | 6234      | Hindúkuš | Badachšán | 35°47′24″ s. š., 70°55′13″ v. d. |
| 32. | Koh-e James               | 6210      | Hindúkuš | Badachšán | 36°51′45″ s. š., 72°32′06″ v. d. |
| 33. | Qal‘ah-ye Sorkhi          | 6171      | Hindúkuš | Badachšán | 36°08′33″ s. š., 70°59′04″ v. d. |
| 34. | Koh-e Kamisktar           | 6164      | Hindúkuš | Badachšán | 36°53′36″ s. š., 72°32′39″ v. d. |
| 35. | Koh-e Larissa             | 6157      | Hindúkuš | Badachšán | 36°51′45″ s. š., 72°23′40″ v. d. |
| 36. | Koh-e Sedara              | 6150      | Hindúkuš | Badachšán | 36°50′15″ s. š., 72°33′19″ v. d. |
| 37. | Koh-e Munjan              | 6130      | Hindúkuš | Badachšán | 35°53′27″ s. š., 71°03′48″ v. d. |
| 38. | Koh-e Bardar              | 6120      | Pamír    | Badachšán | 37°04′53″ s. š., 73°11′28″ v. d. |
| 39. | Koh-e-Seh Asp-e-Safed     | 6101      | Pamír    | Badachšán | 37°06′51″ s. š., 73°11′05″ v. d. |
| 40. | Koh-i Purwakshan          | 6080      | Pamír    | Badachšán | 37°03′06″ s. š., 73°11′34″ v. d. |
| 41. | Koh-e Maghrebi            | 6040      | Pamír    | Badachšán | 37°06′28″ s. š., 73°10′23″ v. d. |
| 42. | Koh-e Barfi               | 6030      | Hindúkuš | Badachšán | 36°51′49″ s. š., 72°31′35″ v. d. |
| 43. | Koh-e Khaen               | 6020      | Pamír    | Badachšán | 37°08′34″ s. š., 73°16′00″ v. d. |